# Sophia Amoruso

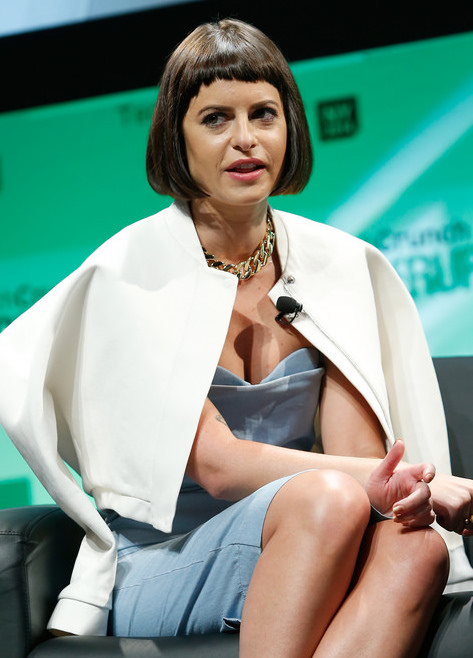
Sophia Amoruso (2014)

Sophia Christina Amoruso (geboren am 20. April 1984 in San Diego) ist eine amerikanische Unternehmerin, die mit dem Internethandel von Vintage-Mode sehr erfolgreich war. Zunächst nutzte sie dafür eBay, später gründete sie ihren eigenen Online-Store Nasty Gal, mit dem sie einen Jahresumsatz von 100 Millionen Dollar erzielte. Im Jahr 2016 erklärte das Forbes Magazine sie zu „einer der reichsten Selfmadefrauen Amerikas“ (America’s richest self-made women). Im November 2016 ging das Unternehmen in die Insolvenz.

## Leben

### Jugend
Sophia Amoruso hat griechische, portugiesische und italienische Wurzeln und wurde im griechisch-orthodoxen Glauben erzogen. Als Teenager litt sie unter Depressionen und ADS und wurde teilweise zu Hause unterrichtet. Als Jugendliche und später nach ihrem High-School-Abschluss jobbte sie bei Subway oder als Verkäuferin. Sie führte ein nomadisches Leben und hielt sich durch Dumpster Diving und Ladendiebstähle über Wasser. 2003 wurde sie in Portland, Oregon, beim Diebstahl erwischt und zu einer Strafe verurteilt, woraufhin sie nach eigenen Angaben nicht mehr stahl. Kurz darauf ließ sie sich in San Francisco nieder, wo sie Kurse am Community College besuchte und als Rezeptionistin und Security-Frau der Academy of Art University arbeitete.

### Berufliche Karriere
Mit 22 Jahren begann Amoruso 2006 unter dem eBay-Shop-Namen Nasty Gal Vintage gebrauchte Gegenstände und Kleidung zu verkaufen. Die Ware bekam sie angeblich aus Altkleider-Containern oder Secondhandläden. Amoruso betrieb erfolgreiches Social Marketing, indem sie das soziale Netzwerk Myspace nutzte, um weitläufig auf ihre Angebote aufmerksam zu machen.
2008 verließ Amoruso eBay und gründete mit Nasty Gal einen eigenen Online-Shop, in dem sie neue No-Name-Mode im Vintage-Look anbot. Zwischen 2011 und 2012 vervierfachte sich der Umsatz von 24 auf 100 Millionen Dollar. Bei Facebook hat der Shop rund 1,2 Millionen Fans, bei Instagram fast doppelt so viele (2,3 Millionen), Amorusos Account hat 450.000 Follower. 2015 schied Amoruso bei Nasty Gal als CEO aus. 2016 meldete das Unternehmen Insolvenz an. Zu den Gründen der Insolvenz schwieg Amoruso weitgehend, in einem Artikel in der amerikanischen InStyle schrieb sie später, es habe eine Reihe von Klagen und Entlassungen gegeben, die das Unternehmen geschwächt hätten. Die britische Boohoo Group kaufte das Unternehmen im Februar 2017 für 20 Millionen Dollar auf, um es zu konsolidieren, und betreibt es seither weiter.
Heute betreibt Amoruso die Frauen-Website girlboss.com, produziert einen Podcast und leitet die Girlboss-Foundation, die kreative Frauen in Mode, Design, Kunst und Musik finanziell unterstützt.

### Kritik
Wegen ihres Führungsstils wurde Amoruso mehrfach kritisiert. Unter anderem verklagten sie vier Mitarbeiterinnen und ein Mitarbeiter. Sie behaupteten, ihnen sei widerrechtlich gekündigt worden, als sie schwanger wurden bzw. Elternzeit nehmen wollten. Zu den Vorwürfen äußerte Amoruso sich nie öffentlich. Das Unternehmen wies die Vorwürfe von sich.

### Buch und Serie
2014 veröffentlichte Sophia Amoruso ihre Memoiren unter dem Titel #Girlboss. Im Jahr 2017 sendete Netflix die erste Staffel der Serie Girlboss mit dreizehn knapp halbstündigen Episoden. Die Hauptrolle spielt Britt Robertson. Amoruso war neben Charlize Theron Koproduzentin der Serie. Auf die Insolvenz des Unternehmens geht die erste Staffel nicht ein.

## Veröffentlichungen
- 2014: #GIRLBOSS, Penguin, New York. ISBN 978-0-399-16927-4
- 2016: Nasty Galaxy, G.P. Putnam’s Sons. ISBN 978-0-399-17488-9